# Championnat d'Europe des moins de 17 ans féminin de handball
Le championnat d'Europe jeunes féminin de handball ou championnat d'Europe des moins de 17 ans réunit tous les deux ans les meilleures sélections européennes de handball composées de jeunes filles de moins de 17 ans. La première édition a eu lieu en 1992.
L'appellation de la compétition en anglais est W17 EHF EURO.

## Palmarès
| Année     | Pays hôte          |           | Vainqueur | Score        | Finaliste | Troisième |
| --------- | ------------------ | --------- | --------- | ------------ | --------- | --------- |
| 1992      | Hongrie            | Norvège   | 17 — 14   | Danemark     | Allemagne |           |
| 1994      | Lituanie           | Ukraine   | 24 — 16   | Rép. tchèque | Danemark  |           |
| 1997      | Autriche           | Espagne   | 20 — 11   | Norvège      | Russie    |           |
| 1999 (ro) | Allemagne          | Roumanie  | 31 — 26   | Russie       | Allemagne |           |
| 2001      | Turquie            | Russie    | 26 — 14   | Allemagne    | Hongrie   |           |
| 2003      | Russie             | Russie    | 28 — 13   | Roumanie     | Hongrie   |           |
| 2005      | Autriche           | Danemark  | 29 — 26   | Roumanie     | France    |           |
| 2007,     | Slovaquie          | France    | 30 — 20   | Espagne      | Pays-Bas  |           |
| 2009 (de) | Serbie             | Danemark  | 24 — 23   | Russie       | Norvège   |           |
| 2011 (en) | République tchèque | Russie    | 24 — 23   | Danemark     | Norvège   |           |
| 2013 (de) | Pologne            | Suède     | 26 — 24   | Russie       | Danemark  |           |
| 2015 (en) | Macédoine          | Danemark  | 25 — 24   | Russie       | Hongrie   |           |
| 2017 (en) | Slovaquie          | Allemagne | 23 — 18   | Norvège      | Hongrie   |           |
| 2019 (en) | Slovénie           | Hongrie   | 28 — 24   | Suède        | France    |           |
| 2021 (en) | Monténégro         | Hongrie   | 25 — 19   | Allemagne    | Russie    |           |
| 2023 (en) | Monténégro         | France,   | 24 — 19   | Danemark     | Allemagne |           |
| 2025 (en) | Monténégro         |           |           |              |           |           |

## Bilan
| Rang  | Nation    | Médaille d'or, Europe | Médaille d'argent, Europe | Médaille de bronze, Europe | Total |
| ----- | --------- | --------------------- | ------------------------- | -------------------------- | ----- |
| 1     | Russie    | 3                     | 4                         | 2                          | 9     |
| 2     | Danemark  | 3                     | 3                         | 2                          | 8     |
| 3     | Hongrie   | 2                     | 0                         | 4                          | 6     |
| 4     | France    | 2                     | 0                         | 2                          | 4     |
| 5     | Allemagne | 1                     | 3                         | 2                          | 6     |
| 6     | Norvège   | 1                     | 2                         | 2                          | 5     |
| 7     | Roumanie  | 1                     | 2                         | 0                          | 3     |
| 8     | Espagne   | 1                     | 1                         | 0                          | 2     |
|       | Suède     | 1                     | 1                         | 0                          | 2     |
| 10    | Ukraine   | 1                     | 0                         | 0                          | 1     |
| 11    | Tchéquie  | 0                     | 1                         | 0                          | 1     |
| 12    | Pays-Bas  | 0                     | 0                         | 1                          | 1     |
| Total | Total     | 16                    | 16                        | 16                         | 48    |

(mis à jour le 15 août 2023)